# Myntkonvention
Myntkonvention, myntunion, överenskommelse eller fördrag emellan två eller flera stater angående ett gemensamt myntsystem i en valutaunion. Exempel på sådana fördrag är den s.k. latinska myntunionen, den skandinaviska myntunionen samt den Ekonomiska och monetära unionen inom Europeiska unionen. Myntkonventioner mellan skilda länder kan upprätthållas endast så länge som de särskilda ländernas i övrigt autonoma penning- och finanspolitik förs efter samstämmiga principer, vilket ådagalades under första världskriget, då själva basen för gällande myntkonventioner, den gemensamma myntfoten, uppgavs med införandet av pappersmynt. 